# Liste der Biografien/Borh
Liste der Biografien |
Portal Biografien |
Personensuche
# |
A |
B |
C |
D |
E |
F |
G |
H |
I |
J |
K |
L |
M |
N |
O |
P |
Q |
R |
S |
T |
U |
V |
W |
X |
Y |
Z |
?
 
Ba |
Be |
Bd |
Bg |
Bh |
Bi |
Bj |
Bl |
Bm |
Bn |
Bo |
Br |
Bs |
Bu |
Bw |
By |
Bz
 
Boa–Boc |
Bod |
Boe |
Bof |
Bog |
Boh |
Boi–Bok |
Bol |
Bom |
Bon |
Boo |
Bop |
Boq |
Bor |
Bos |
Bot |
Bou |
Bov–Boz
 
Bora |
Borb |
Borc |
Bord |
Bore |
Borg |
Borh |
Bori |
Borj |
Bork |
Borl |
Borm |
Born |
Boro |
Borq |
Borr |
Bors |
Bort |
Boru |
Borv |
Borw |
Bory |
Borz
Die Liste der Biografien führt alle Personen auf, die in der deutschsprachigen Wikipedia einen Artikel haben. Dieses ist eine Teilliste mit 8 Einträgen von Personen, deren Namen mit den Buchstaben „Borh“ beginnt.

## Borh

### Borha
- Borha, Lawrence (* 1984), US-amerikanischer Basketballspieler
- Borhan, Abu Samah (* 1985), malaysischer Rollstuhltennisspieler
- Borhanazad, Farbod (* 1989), deutsch-iranischer Schauspieler
- Borhani, Arash (* 1983), iranischer Fußballspieler

### Borhe
- Borheck, August Christian (1751–1815), deutscher Philologe, Historiker und Hochschullehrer
- Borheck, Georg Heinrich (1751–1834), deutscher Architekt und Baubeamter

### Borho
- Borho, Emil (1902–1965), deutscher Verwaltungsbeamter der badischen Staatskanzlei und stellvertretender Vorsitzender der badischen „Judenkommission“ in der Zeit des Nationalsozialismus
- Borho, Walter (* 1945), deutscher Mathematiker